# Dialekty górnoniemieckie

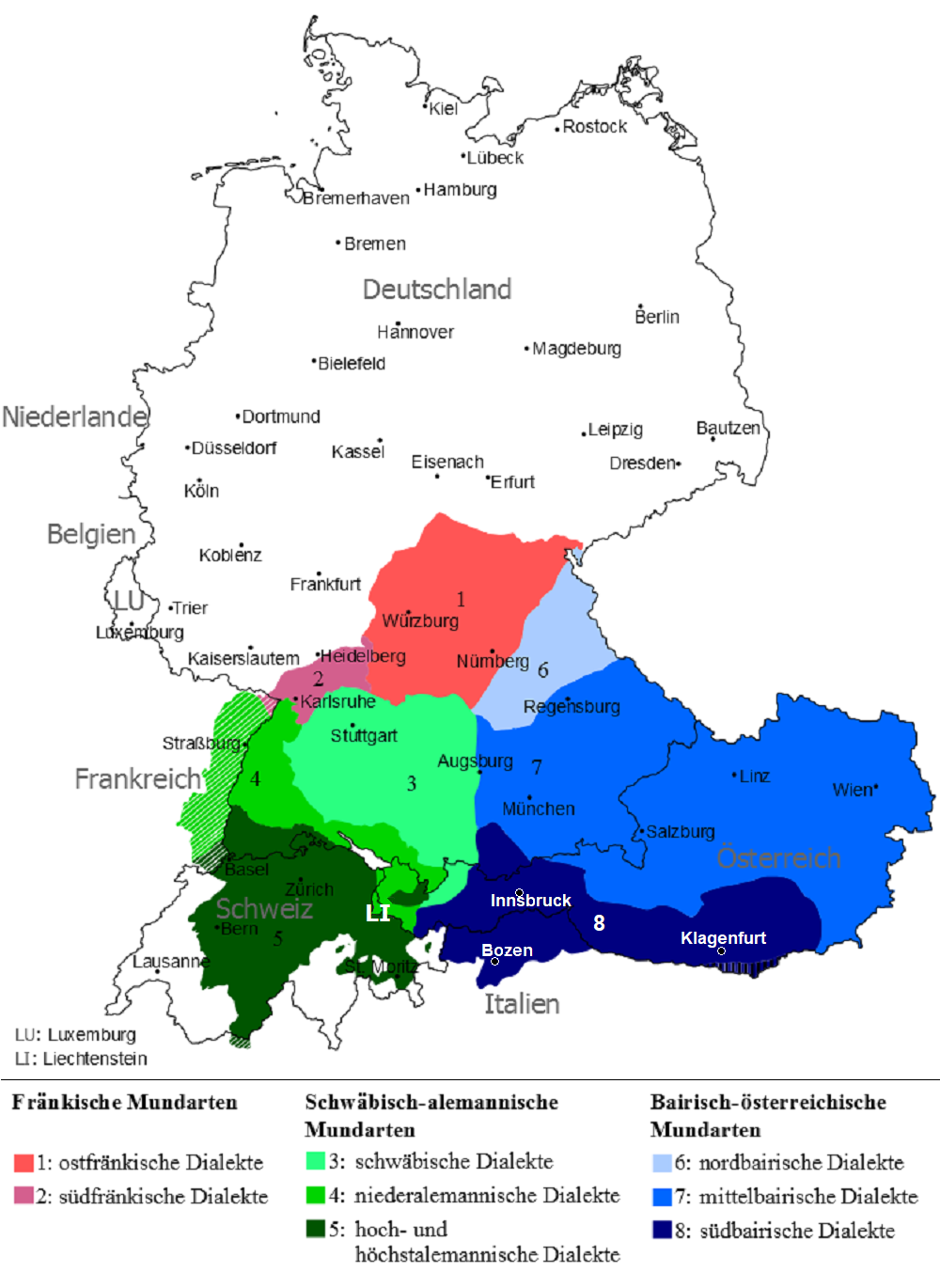
Dialekty górnoniemieckie

Dialekty górnoniemieckie (Oberdeutsch) – grupa dialektów wysokoniemieckich, którymi mówi się w południowej części Niemiec, Austrii, Szwajcarii i północnych Włoszech.

## Podział dialektów
- dialekt wysokofrankoński
  - gwary wschodniofrankońskie
  - gwary południowofrankońskie
- dialekt szwabsko-alemański
  - gwary szwabskie
  - gwary dolnoalemańskie
    - gwary alzackie

  - gwary środkowoalemańskie
  - gwary wysokoalemańskie
  - gwary wyższoalemańskie
  - gwary szwajcarskie
- dialekt bawarski
  - gwary północnobawarskie
  - gwary środkowobawarskie
  - gwary południowobawarskie

Dialekt wysokofrankoński jest etnolektem przejściowym pomiędzy grupą dialektów górnoniemieckich a zespołem dialektów środkowoniemieckich. Z tego powodu przez część dialektologów uznawany bywa za dialekt środkowoniemiecki.  